# Robert Noord

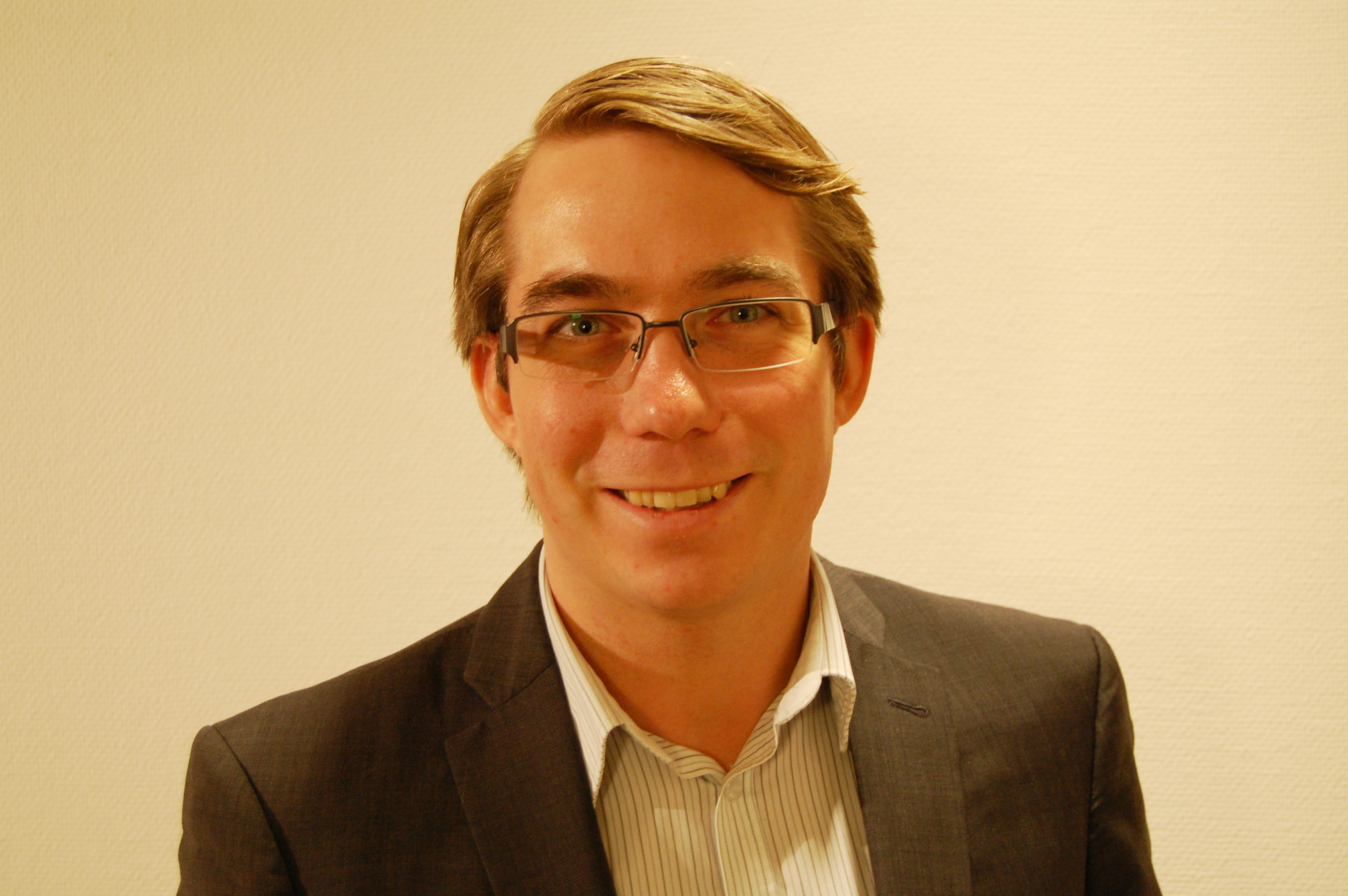
Robert Noord

Robert Krister Noord, född 17 juni 1976, är en tidigare svensk socialdemokratisk politiker och idag kommunikationschef på Philip Morris AB. Under åren 2014-2020 arbetade han som kommunikationskonsult på Kreab. 
Noord var 2008-2014 socialdemokratiskt oppositionsråd i Haninge kommun. Han var under mandatperioden 2003-2006 ordförande i den lokala barn- och utbildningsnämnden. Då påbörjades ett förnyelse- och utvecklingsarbete för att ompröva den socialdemokratiska skolpolitiken. 
Robert Noord var även vice ordförande för Socialdemokraterna i Stockholms län samt kyrkorådets ordförande i Österhaninge församling.
Den 8 september 2014, några dagar innan valet, avsade sig Robert Noord, som dittills stått på första plats på socialdemokraternas valsedel, alla kommunala uppdrag i Haninge kommun. Bakgrunden var att det avslöjats att han skickat olämpliga SMS till en yngre kvinna aktiv inom moderaterna.